# Vulgrin Ier d'Angoulême
Vulgrin Ier, qui vécut au IXe siècle, est le premier comte héréditaire de l'Angoumois (comtes d’Angoulême) de 866 à sa mort, en 886. Ce comté reste dans sa descendance, la famille Taillefer, pendant près de 450 ans.

## Biographie
Il est le fils de Vulfard, comte de Flavigny et de Suzanne, fille de Bégon de Paris.
Son frère Hilduin est abbé de Saint-Denis de 814 à 840.
Bien qu'étranger au pays, Vulgrin est placé en 866 à la tête des comtés d'Angoumois et de Périgord, auxquels s'ajoute peu après l'Agenais, par Charles le Chauve dont il est un proche parent. Il y reste jusqu'en 886, date de sa mort.
Il avait été nommé, d'après la Chronique d'Adémar de Chabannes, pour remédier aux désordres locaux et contenir les Vikings. Dès 868, il fait reconstruire les remparts d'Angoulême. Il fait aussi édifier, selon la tradition, les châteaux de Marcillac et de Matha contre les Vikings, installés dans la basse Charente, pour leur barrer la route de terre vers le comté d'Angoulême.
Il épouse Regelinde, sœur de Guillaume de Toulouse, fille de Bernard de Septimanie et de son épouse Dhuoda, qui lui apporte en dot le comté d'Agen. Dernier exemple d'une volonté royale imposant un administrateur à une région, il transmet ses titres et les biens qui en relèvent à ses enfants.
Il eut au moins deux fils : 
- Audoin Ier ou Alduin, comte d'Angoulême (886-916), d'où la suite des comtes d'Angoulême jusqu'en 1314, aussi comtes de la Marche à partir de 1199 ;
- Guillaume Ier, comte de Périgord (886-918), d'où la suite des comtes de Périgord jusqu'en 1399, co-comtes d'Angoulême de 886 à 975, devenus aussi comtes de la Marche à partir de 975.

et deux filles :
- Amuna, épouse de Garcia II Sanche, duc de Gascogne de 886 à sa mort en 920 ;
- Sénégonde[4], épouse du vicomte Ramnoul, d'origine franque, installé dans le château de Marcillac par le comte Vulgrin, son beau-père.

Cette branche aînée s'éteint vers 975.